# Kbel (kraj środkowoczeski)
Kbel – gmina w Czechach, w powiecie Kolín, w kraju środkowoczeskim. Według danych z dnia 1 stycznia 2014 liczyła 191 mieszkańców.